# Le Témoin du marié (film, 2005)
Pour les articles homonymes, voir Le Témoin du marié et The Best Man.
Pour plus de détails, voir Fiche technique et Distribution.
Le Témoin du marié, ou Oui, je le veux... pas! au Québec (The Best Man), est un film en coproduction Royaume-Uni, Hongrie, Allemagne et États-Unis réalisé par Stefan Schwartz en 2005. Il a été diffusé à la télévision aux États-Unis sous le titre Best Man, Worst Friend le 9 juillet 2006 sur ABC Family.

## Synopsis
Un auteur en panne d'inspiration accepte d'être témoin au mariage d'un copain d'université, mais tombe amoureux de la future mariée le jour des fiançailles. Il découvrira bientôt que le fiancé pourrait bien ne pas mériter l'amour de sa dulcinée et que, finalement, c'est peut-être lui qu'elle devrait épouser.

## Fiche technique
- Titre : Le Témoin du marié
- Titre québécois : Oui, je le veux... pas!
- Titre original : The Best Man
- Réalisation : Stefan Schwartz
- Scénario : Ed Roe et Stefan Schwartz
- Musique : James Edward Barker et Tim Despic
- Photographie : Haris Zambarloukos
- Montage : Alan Strachan et Jeremy Strachan
- Production : Neil Peplow
- Société de production : Best Man Filmproduktions, Endgame Entertainment, Film Consortium, Hungarian Film Connection, Insider Films, Redbus Pictures et Surefire Film Productions
- Pays :  Royaume-Uni,  Hongrie,  Allemagne et  États-Unis
- Genre : Comédie romantique
- Durée : 96 minutes
- Dates de sortie : 
  - Monaco : 10 novembre 2005 (Monte Carlo Comedy Film Festival)
  - France : 1er décembre 2006

## Distribution
- Stuart Townsend (VQ : Nicolas Charbonneaux-Collombet) : Olly Pickering
- Amy Smart (VQ : Mélanie Laberge) : Sarah Marie Barker
- Seth Green (VQ : Hugolin Chevrette-Landesque) : Murray
- Steve John Shepherd (en) (VQ : Tristan Harvey) : James
- Jodhi May (VQ : Geneviève Désilets) : Tania
- Anna Chancellor (VQ : Manon Arsenault) : Dana
- Raymond Coulthard (en) (VQ : François Trudel) : Chris
- Kate Ashfield (VQ : Pascale Montreuil) : Becka
- Martin Hancock (en) : Stan
- David Oyelowo (VQ : Daniel Lesourd) : Graham

Source et légende : version québécoise (VQ) sur Doublage.qc.ca